# 29401 Asterix
29401 Asterix (1996 TE) là một tiểu hành tinh vành đai chính được phát hiện ngày 1 tháng 10 năm 1996 bởi M. Tichy và Z. Moravec ở Klet. Nó được đặt theo tên the French comic character Asterix.